# Ours de Villeneuve-Vence
Pierre-Paul-Ours-Hélion de Villeneuve, marquis de Vence, né le 29 juin 1759 à Vence, mort le 9 septembre 1819, est un général et homme politique français.

## Biographie
Ours de Villeneuve-Vence est le fils de Jean-Alexandre-Romée de Villeneuve, marquis de Vence et de La Garde-Adhémar, maréchal des camps et armées du roi, et d'Angélique de La Rochefoucauld-Surgères. Il est le cousin germain du duc Ambroise-Polycarpe de La Rochefoucauld et d'Alexandre de Fauris de Saint-Vincens.
Capitaine de cavalerie au régiment Royal-Piémont, colonel du Royal-Pologne cavalerie en 1785, il émigra en 1791. Il servit à l'armée des Princes et ne rentra en France qu'avec les Bourbons à la Restauration. Il est créé pair de France héréditaire le 17 août 1815, vota la mort dans le procès du maréchal Ney, et fut promu maréchal de camp le 17 juillet 1816.
Marié à Thérèse de Laage de Bellefaye, fille du fermier général Clément de Laage et de Thérèse de Heere, il est le père d'Hélion de Villeneuve-Vence et de la marquise de Bassompierre.